# 2019-es Formula–E Berlin nagydíj
A 2019-es Berlin nagydíjat május 25-én rendezték. Ez volt a 10. verseny a szezon során. A futamot a 2016–2017-es szezon bajnoka Lucas di Grassi nyerte, aki Jean-Éric Vergnen kívül duplázni tudott a szezon során.

## Időmérő
| Helyezés | Rajtszám | Versenyző              | Csapat                    | Idő      | Különbség |
| -------- | -------- | ---------------------- | ------------------------- | -------- | --------- |
| 1        | 23       | Sébastien Buemi        | Nissan e.dams             | 1:07,295 | –         |
| 2        | 5        | Stoffel Vandoorne      | HWA Racelab               | 1:07,693 | +0,398    |
| 3        | 11       | Lucas di Grassi        | Audi Sport ABT Schaffler  | 1:07,719 | +0,424    |
| 4        | 17       | Gary Paffett           | HWA Racelab               | 1:07,783 | +0,488    |
| 5        | 3        | Alex Lynn              | Panasonic Jaguar Racing   | 1:07849  | +0,554    |
| 6        | 66       | Daniel Abt             | Audi Sport ABT Schaffler  | 1:07,953 | –         |
| 7        | 28       | António Félix da Costa | BMW i Andretti Motorsport | 1:08,013 | +0,060    |
| 8        | 25       | Jean-Éric Vergne       | DS Techeetah              | 1:08,046 | +0,093    |
| 9        | 64       | Jérôme d'Ambrosio      | Mahindra Racing           | 1:08,065 | +0,112    |
| 10       | 94       | Pascal Wehrlein        | Mahindra Racing           | 1:08,086 | +0,133    |
| 11[1]    | 27       | Alexander Sims         | BMW i Andretti Motorsport | 1:08,017 | +0,722    |
| 12       | 22       | Oliver Rowland         | Nissan e.dams             | 1:08,119 | +0,166    |
| 13       | 2        | Sam Bird               | Envision Virgin Racing    | 1:08,182 | +0,229    |
| 14       | 16       | Oliver Turvey          | NIO Formula E Team        | 1:08,203 | +0,250    |
| 5        | 6        | Maximilian Günther     | Geox Dragon Racing        | 1:08,218 | +0,265    |
| 16       | 48       | Edoardo Mortara        | Venturi                   | 1:08,223 | +0,270    |
| 7        | 8        | Tom Dillmann           | NIO Formula E Team        | 1:08,263 | +0,310    |
| 18       | 20       | Mitch Evans            | Panasonic Jaguar Racing   | 1:08,314 | +0,361    |
| 19       | 19       | Felipe Massa           | Venturi                   | 1:08,348 | +0,395    |
| 20       | 7        | José María López       | Geox Dragon Racing        | 1:08,720 | +0,767    |
| 21       | 36       | André Lotterer         | DS Techeetah              | 1:12,568 | +4,615    |
| 22[1]    | 4        | Robin Frijns           | Envision Virgin Racing    | 1:08,919 | +0,966    |

Megjegyzések:
- ↑ 1:  - Robin Frijns és Alexander Sims 5 rajthelyes büntetést kapott, mert a monacoi versenyen ütköztek.

## Futam

### Futam
| Helyezés | Rajtszám | Versenyző              | Csapat                    | Kör | Idő/Kiesés oka | Rajthely | Pont |
| -------- | -------- | ---------------------- | ------------------------- | --- | -------------- | -------- | ---- |
| 1[a]     | 11       | Lucas di Grassi        | Audi Sport ABT Schaffler  | 37  | 47:02,477      | 3        | 26   |
| 2[b]     | 23       | Sébastien Buemi        | Nissan e.dams             | 37  | +1,856         | 1        | 21   |
| 3        | 25       | Jean-Éric Vergne       | DS Techeetah              | 37  | +2,522         | 8        | 15   |
| 4        | 28       | António Félix da Costa | BMW i Andretti Motorsport | 37  | +5,845         | 7        | 12   |
| 5        | 5        | Stoffel Vandoorne      | HWA Racelab               | 37  | +6,336         | 2        | 10   |
| 6        | 66       | Daniel Abt             | Audi Sport ABT Schaffler  | 37  | +6,551         | 6        | 8    |
| 7        | 27       | Alexander Sims         | BMW i Andretti Motorsport | 37  | +8,235         | 11       | 6    |
| 8        | 22       | Oliver Rowland         | Nissan e.dams             | 37  | +10,781        | 12       | 4    |
| 9        | 2        | Sam Bird               | Envision Virgin Racing    | 37  | +13,153        | 13       | 2    |
| 10       | 94       | Pascal Wehrlein        | Mahindra Racing           | 37  | +14,846        | 10       | 1    |
| 11       | 48       | Edoardo Mortara        | Venturi                   | 37  | +15,377        | 16       |      |
| 12       | 20       | Mitch Evans            | Panasonic Jaguar Racing   | 37  | +17,688        | 18       |      |
| 13       | 4        | Robin Frijns           | Envision Virgin Racing    | 37  | +21,197        | 22       |      |
| 14       | 6        | Maximilian Günther     | Geox Dragon Racing        | 37  | +26,154        | 15       |      |
| 15       | 19       | Felipe Massa           | Venturi                   | 37  | +26,684        | 19       |      |
| 16       | 17       | Gary Paffett           | HWA Racelab               | 37  | +27,718        | 4        |      |
| 17       | 64       | Jérôme d'Ambrosio      | Mahindra Racing           | 37  | +27,729        | 9        |      |
| 18       | 16       | Oliver Turvey          | NIO Formula E Team        | 37  | +32,117        | 14       |      |
| 19       | 8        | Tom Dillmann           | NIO Formula E Team        | 37  | +33,706        | 17       |      |
| 20       | 7        | José María López       | Geox Dragon Racing        | 37  | +46,895        | 20       |      |
| Ki       | 36       | André Lotterer         | DS Techeetah              | 28  | Akkumulátor    | 21       |      |
| Ki       | 3        | Alex Lynn              | Panasonic Jaguar Racing   | 23  | Technika       | 5        |      |

Megjegyzések:
- ↑ a:  - +1 pont a leggyorsabb körért.
- ↑ b:  - +3 pont a pole-pozícióért.

## A világbajnokság állása a verseny után
(Teljes táblázat)
| H  | Versenyzők             | Pont | H  | Konstruktőrök            | Pont |
| -- | ---------------------- | ---- | -- | ------------------------ | ---- |
| 1. | Jean-Éric Vergne       | 102  | 1. | DS Techeetah             | 188  |
| 2. | Lucas di Grassi        | 96   | 2. | Audi Sport ABT Schaffler | 163  |
| 3. | André Lotterer         | 86   | 3. | Envision Virgin Racing   | 137  |
| 4. | António Félix da Costa | 82   | 4. | Nissan e.dams            | 124  |
| 5. | Robin Frijns           | 81   | 5. | Mahindra Racing          | 117  |

- Jegyzet: Csak az első 5 helyezett van feltüntetve mindkét táblázatban.